# Стандартные ошибки в форме Ньюи-Уеста
Стандартные ошибки в форме Ньюи-Уеста или состоятельные при гетероскедастичности и автокорреляции стандартные ошибки (HAC s.e. — Heteroskedasticity and Autocorrelation consistent standard errors) — применяемая в эконометрике оценка ковариационной матрицы МНК-оценок (в частности и стандартных ошибок) параметров линейной модели регрессии, альтернативная стандартной (классической) оценке, которая состоятельна при гетероскедастичности и автокорреляции случайных ошибок модели (в отличие от несостоятельной в этом случае классической оценки и стандартных ошибок в форме Уайта).

## Сущность и формула
Истинная ковариационная матрица МНК-оценок параметров линейной модели в общем случае равна:
{\displaystyle V({\hat {b}}_{OLS})=(X^{T}X)^{-1}(X^{T}VX)(X^{T}X)^{-1}}
где {\displaystyle V} — ковариационная матрица случайных ошибок. В случае, если нет гетероскедастичности и автокорреляции (то есть когда {\displaystyle V=\sigma ^{2}I}) формула упрощается
{\displaystyle {\hat {V}}({\hat {b}}_{OLS})={\sigma }^{2}(X^{T}X)^{-1}}
Поэтому для оценки ковариационной матрицы в классическом случае достаточно использовать оценку единственного параметра — дисперсии случайных ошибок: {\displaystyle {\hat {\sigma }}^{2}=RSS/(n-k)}, которая, как можно доказать, является несмещенной и состоятельной оценкой. При наличии гетероскедастичности, но без автокорреляции, матрица V диагональна и вместо этих диагональных элементов можно использовать квадраты остатков и получить состоятельные оценки (стандартные ошибки в форме Уайта). В общем случае, кроме гетероскедастичности, может иметь место также и автокорреляция некоторого порядка. Следовательно, кроме диагональных элементов, необходимо оценить внедиагональные элементы, отстоящие от диагонали на L. Ньюи и Уест (Newey, West, 1987) показали, что состоятельными являются оценки следующего вида:
{\displaystyle {\hat {V}}({\hat {b}}_{OLS})=(X^{T}X)^{-1}(\sum _{t=1}^{n}e_{t}^{2}x_{t}x_{t}^{T}+\sum _{j=1}^{L}\sum _{t=j+1}^{n}w_{j}e_{t}e_{t-j}(x_{t}x_{t-j}^{T}+x_{t-j}x_{t}^{T}))(X^{T}X)^{-1}}
Данная оценка, как видно из формулы, зависит от выбранной «ширины окна» L и весовых коэффициентов {\displaystyle w_{j}}. Простейший вариант выбора весов — выбрать их равными единице. Однако в этом случае не обеспечивается необходимая положительная определенность матрицы. Второй вариант — веса Бартлета {\displaystyle w_{j}=1-j/(L+1)}. Однако более предпочтительным вариантом считаются веса Парзена:
{\displaystyle w_{j}={\begin{cases}1-6({\frac {j}{L+1}})^{2}+6({\frac {j}{L+1}})^{3}~,~~j\leqslant (L+1)/2\\2(1-{\frac {j}{L+1}})^{2}~,~~j>(L+1)/2\end{cases}}}
Существует также проблема выбора «ширины окна» L. Обычно рекомендуется следующая оценка {\displaystyle L=[4(n/100)^{2/9}]}

### Замечание
Иногда приведенную формулу оценки ковариационной матрицы корректируют на множитель {\displaystyle n/(n-k)}. Такая корректировка теоретически позволяет получить более точные оценки на малых выборках. В то же время на больших выборках (асимптотически) эти оценки эквивалентны.